# X Factor (sezonul 9)
Cel de-al nouălea sezon al talent show-ului X Factor a debutat în data de 11 septembrie 2020. Delia Matache și Ștefan Bănică Jr. și-au păstrat rolurile de jurați în timp ce Loredana Groza și Florin Ristei au fost cei doi noi jurați ai talent show-ului.  Răzvan Simion și Dani Oțil, prezentatorii show-ului matinal 'Neatza cu Răzvan și Dani, au revenit ca prezentatori ai show-ului după o absență de un sezon.  Crina Mardare a fost unicul vocal coach al sezonului.
Acest sezon a avut deviza #deneoprit datorită faptului că întregul spectacol a fost filmat în timpul pandemiei de COVID-19.

## Jurații și prezentatorii
- Delia Matache

Delia Matache este o cântăreață de eurobeat, celebritate TV, dansatoare, filantrop, fost model, designer de modă. Este cea mai longevivă membră al juriului X Factor, debutând ca jurat în cel de-al doilea sezon. A marcat două victorii ca mentor: una în 2013 cu Florin Ristei și una în 2018 cu Bella Santiago. 
- Ștefan Bănică Jr.

Ștefan Bănică Jr. este un  entertainer  român, fiul actorului Ștefan Bănică și una dintre cele mai importante personalități TV românești. Este jurat X Factor încă din cel de-al patrulea sezon, marcând prima și singura sa victorie ca mentor în 2015 cu Florin Răduță.
- Loredana Groza

Loredana Groza este o cântăreață, compozitoare, actriță, dansatoare, personalitate TV și proprietar media românească. A fost antrenor la Vocea României până în 2017. Este una dintre cele mai cunoscute cântărețe din România, lansând peste 15 albume de studio.
- Florin Ristei

Florin Ristei este un cântăreț și prezentator de televiziune român. A făcut parte din trupa Amici, lansând single-ul „Dana” în anul 2000. În 2013, a câștigat al treilea sezon X Factor, devenind astfel primul câștigător care a devenit vreodată judecător mai târziu în emisiune. 
- Răzvan și Dani

Sezonul 9 marchează revenirea lui Răzvan Simion și a lui Dani Oțil în rolul de prezentatori, după un hiatus de un sezon. 

## Procesul de selecție
Concurenții s-au putut înscrie online pe site-ul emisiunii. Dintre aceștia, producătorul a selectat concurenții care intră în etapa audițiilor.

## Categoriile
Paleta de culori:
- În concurs
- Wildcard

| Categorie (mentor) | Top 40 de artiști | Top 40 de artiști     | Top 40 de artiști | Top 40 de artiști | Top 40 de artiști |
| ------------------ | ----------------- | --------------------- | ----------------- | ----------------- | ----------------- |
| Fete (Ștefan)      | Ioana Ardelean    | Ana Paula Rada Pantea | Andrada Precup    | Oana Velea        |                   |
| Băieți (Loredana)  | Theodor Andrei    | Robert Botezan        | Arthur Horeanu    | Adrian Petrache   |                   |
| Peste 24 (Delia)   | Alina Dincă       | Otilia Gogu           | Naomi Hedman      |                   |                   |
| Grupuri (Ristei)   | Super 4           | Alfa Band             |                   |                   |                   |

## Audițiile
Audițiile au avut loc doar la București din cauza Pandemiei de coronaviroză (COVID-19). Filmările audițiilor au început din data de 7 iulie 2020.
Conform regulamentului X Factor - sezonul nouă, juraților li se vor atribui câte o categorie de concurenți din cele 4:
- Băieții cu vârsta cuprinsă între 14 și 24 de ani - Loredana Groza
- Fetele cu vârsta cuprinsă între 14 și 24 de ani  - Ștefan Bănică Jr.
- Concurenții cu vârsta peste 24 de ani (mixt) -  Delia
- Grupurile[10] - Florin Ristei

Fiecare jurat are dreptul la câte un vot pentru fiecare concurent: „DA” sau „NU”. Cei care primesc 4 de DA vor intra direct în etapa următoare. Cei cu 3 de DA vor fi pe lista scurtă a juratului respectiv. Juratul care va avea categoria grupurilor va avea posibilitatea de a forma grupuri la audiții. Juratul poate cere pentru grup fiecare concurent care a primit 3 de DA. Juratul care se va ocupa de categoria concurentului respectiv va decide dacă îl va păstra în categoria sa sau dacă îl va lăsa pentru categoria grupurilor.
Fiecare jurat își va completa echipa cu 10 concurenți/acte muzicale. 

### Episodul 1 (11 septembrie)
| - ✔ Juratul a votat DA - ✘ Juratul a votat NU - Concurentul a primit 4 de DA, prin urmare a trecut direct în etapa următoare - Concurentul a primit doar 1 sau 2 de DA, prin urmare a fost eliminat - Mentorul categoriei concurentului |

| Ordine | Concurent                     | Vârstă | Origine   | Categorie | Cântec(e)                                                                                      | Verdict                                                 | Verdict                                                 | Verdict                                                 | Verdict                                                 |
| Ordine | Concurent                     | Vârstă | Origine   | Categorie | Cântec(e)                                                                                      | Ristei                                                  | Delia                                                   | Loredana                                                | Ștefan                                                  |
| ------ | ----------------------------- | ------ | --------- | --------- | ---------------------------------------------------------------------------------------------- | ------------------------------------------------------- | ------------------------------------------------------- | ------------------------------------------------------- | ------------------------------------------------------- |
| 1      | Ioana Ardelean                | 20     | București | Fete      | „Still In Love” (Thirdstory)                                                                   | ✔                                                       | ✔                                                       | ✔                                                       | ✔                                                       |
| 2      | Vlad Moigrădeanu              | 30     | Timișoara | Peste 24  | „Blue Suede Shoes” (Carl Perkins)                                                              | ✘                                                       | —                                                       | ✘                                                       | ✔                                                       |
| 3      | Vlad Erdei                    | 30     | Timișoara | Peste 24  | „Something About the Way You Look Tonight” (Elton John)                                        | ✘                                                       | —                                                       | —                                                       | —                                                       |
| 4      | Vlad Erdei & Vlad Moigrădeanu | 30     | Timișoara | Grupuri   | „Don't Let the Sun Go Down on Me” (Elton John)                                                 | ✘                                                       | ✔                                                       | ✔                                                       | ✔                                                       |
| 5      | Radu Brescan                  | 24     | București | Peste 24  | „Feeling Good” (Anthony Newley și Leslie Bricusse) „Foaie verde, foi de floare” (Ion Chindriș) | ✘                                                       | ✘                                                       | —                                                       | ✔ (după a 2-a piesă)                                    |
| 6      | Lavinia Jitaru                | 16     | Craiova   | Fete      | „Mercy on Me” (Christina Aguilera)                                                             | ✔                                                       | ✔                                                       | ✔                                                       | ✘                                                       |
| 7      | François Larocque             | 34     | Paris     | Peste 24  | Concurentul a decis să părăsească emisiunea                                                    | Concurentul a decis să părăsească emisiunea             | Concurentul a decis să părăsească emisiunea             | Concurentul a decis să părăsească emisiunea             | Concurentul a decis să părăsească emisiunea             |
| 8      | Romanița Duminică             | 33     | București | Peste 24  | „Niciodată nu e prea târziu” (piesă proprie)                                                   | ✘                                                       | ✘                                                       | ✔                                                       | —                                                       |
| 9      | Florin Doleanu AKA Buffon01   | 23     | București | Băieți    | „Călător prin Europa” (piesă proprie)                                                          | ✔                                                       | ✘                                                       | ✔                                                       | ✔                                                       |
| 10     | Bianca Ionescu                | 17     | București | Fete      | „Hello” (Adele) „You Don't Do It for Me Anymore”(Demi Lovato)                                  | ✔                                                       | ✔                                                       | ✔                                                       | ✘                                                       |
| 11     | Marius Amariei                | 34     | Sibiu     | Peste 24  | „Arată-i c-o iu...” (Ska-nk)                                                                   | ✘                                                       | ✘                                                       | ✔                                                       | ✔                                                       |
| 12     | Alexandra Țiuleanu            | 23     | Craiova   | Fete      | „I Have Nothing” (Whitney Houston)                                                             | ✘                                                       | —                                                       | —                                                       | ✘                                                       |
| 13     | Adrian Petrache               | 19     | București | Băieți    | „Hard Times (No One Knows Better Than I)” (Ray Charles)                                        | ✔                                                       | ✔                                                       | ✔                                                       | ✔                                                       |
| 14     | Giulian Ioan                  | 34     | București | Peste 24  | „Sway” (Luis Demetrio)                                                                         | ✘                                                       | ✔                                                       | ✔                                                       | ✔                                                       |
| 15     | Jeni Ion                      | 33     | București | Peste 24  | „Cuvinte” (Crush + Alexandra Ungureanu)                                                        | Imposibil de avansat din cauza surdității concurentului | Imposibil de avansat din cauza surdității concurentului | Imposibil de avansat din cauza surdității concurentului | Imposibil de avansat din cauza surdității concurentului |

### Episodul 2 (18 septembrie)
| Ordine | Concurent                                                                                      | Vârstă   | Origine        | Categorie | Cântec(e) | Verdict | Verdict | Verdict  | Verdict |
| Ordine | Concurent                                                                                      | Vârstă   | Origine        | Categorie | Cântec(e) | Ristei  | Delia   | Loredana | Ștefan  |
| ------ | ---------------------------------------------------------------------------------------------- | -------- | -------------- | --------- | --- | ------- | ------- | -------- | ------- |
| 1      | Iulia Perpelea                                                                                 | 17       | București      | Fete      | „He Taught Me How to Yodel” (Taylor Ware) | ✔       | ✔       | ✔        | ✘       |
| 2      | Alex Mica                                                                                      | 29       | Timiș          | Peste 24  | „Pe-o margine de lume” (Nico și Vlad Miriță                                                                                                  | ✔       | ✘       | ✔        | ✔       |
| 3      | Izabela Maria Marin                                                                            | 20       | Râmnicu Vâlcea | Fete      | „It's a Man's Man's Man's World” (James Brown) „Something's Got a Hold on Me” (Etta James) „Hit the Road Jack” (Ray Charles)cu Florin Ristei | ✘       | —       | —        | ✘       |
| 4      | Andrada Precup                                                                                 | 16       | București      | Fete      | „Proud Mary” (Creedence Clearwater Revival)                                                                                                  | ✔       | ✔       | ✔        | ✔       |
| 5      | Alexandra Moraru                                                                               | 18       | Timișoara      | Fete      | „Raggamuffin” (Selah Sue) „Ce-ți cântă dragostea” (Roxen)                                                                                    | ✘       | ✘       | ✘        | ✘       |
| 6      | Lucian Pință                                                                                   | 57       | Breaza         | Peste 24  | „Smile” (Charlie Chaplin) | ✔       | ✘       | ✔        | ✔       |
| 7      | Andra Ariadna Chitu                                                                            | 25       | București      | Peste 24  | „Revolution” (Judas Priest) „Yesterday” (The Beatles)                                                                                        | ✔       | ✔       | ✔        | ✘       |
| 8      | Cornel Munteanu                                                                                | 17       | București      | Băieți    | „Umbrella” (Rihanna) | ✘       | ✘       | ✘        | ✘       |
| 9      | Denis Iane                                                                                     | 29       | București      | Peste 24  | „I Like It” (Cardi B, Bad Bunny și J Balvin)                                                                                                 | ✔       | ✘       | ✔        | ✔       |
| 10     | Super 4 (Aurelio Fierro Jr., Gregorio Rega, Salvatore "Sabba" Lampitelli and Francesco Boccia) | 4 membri | Napoli         | Grupuri   | „Un'emozione da poco” „Caruso” (Lucio Dalla)                                                                                                 | ✔       | ✔       | ✔        | ✔       |
| 11     | Angelo Iancu                                                                                   | 19       | Lugoj          | Băieți    | „I Put a Spell on You” (Screamin' Jay Hawkins                                                                                                | ✘       | ✔       | ✔        | ✔       |
| 12     | Carmen Belenesi                                                                                | 46       | Cluj-Napoca    | Peste 24  | „Pasiune maximă” (piesă proprie) | ✔       | ✘       | ✘        | ✔       |

### Episodul 3 (25 septembrie)
| Ordine | Concurent                                 | Vârstă   | Origine        | Categorie         | Cântec(e)                                                                   | Verdict                                         | Verdict                                         | Verdict                                         | Verdict                                         |
| Ordine | Concurent                                 | Vârstă   | Origine        | Categorie         | Cântec(e)                                                                   | Ristei                                          | Delia                                           | Loredana                                        | Ștefan                                          |
| ------ | ----------------------------------------- | -------- | -------------- | ----------------- | --------------------------------------------------------------------------- | ----------------------------------------------- | ----------------------------------------------- | ----------------------------------------------- | ----------------------------------------------- |
| 1      | Mistah White (Radu Deac)                  | 32       | București      | Peste 24          | „Magie” (piesă proprie)                                                     | ✔                                               | ✘                                               | ✔                                               | ✔                                               |
| 2      | Alfa Band (Andrei, Florin, Mira & Bianca) | 4 membri | Cluj-Napoca    | Grupuri           | „The Sounds of Silence” (Simon & Garfunkel)                                 | Fără vot Trimiși direct în Bootcamp ca WILDCARD | Fără vot Trimiși direct în Bootcamp ca WILDCARD | Fără vot Trimiși direct în Bootcamp ca WILDCARD | Fără vot Trimiși direct în Bootcamp ca WILDCARD |
| 3      | Theodor Andrei                            | 15       | București      | Băieți            | „If I Can Dream” (Elvis Presley)                                            | ✔                                               | ✔                                               | ✔                                               | ✔                                               |
| 4      | Oana Velea                                | 16       | București      | Fete              | ”Praying” (Kesha)                                                           | ✔                                               | ✔                                               | ✔                                               | ✔                                               |
| 5      | Tomy Weissbuch                            | 22       | București      | Băieți            | (piesă proprie)                                                             | ✘                                               | ✘                                               | —                                               | ✘                                               |
| 6      | Otilia Gogu & Adelina Gogu                | 46 & 20  | Mărășești      | Grupuri, Peste 24 | „Două inimi” (Feli)                                                         | ✔                                               | ✔                                               | ✔                                               | ✔                                               |
| 7      | Rawi Srouji                               | 23       | Nazaret        | Băieți            | „Tamally Maak” (Amr Diab)                                                   | ✔                                               | ✘                                               | ✔                                               | ✔                                               |
| 8      | Bianca Sandu                              | 22       | Timișoara      | Fete              | „Rather Be” (Clean Bandit și Jess Glynne)                                   | ✘                                               | —                                               | ✘                                               | —                                               |
| 9      | Lucian Păscan                             | 40       | Miercurea-Ciuc | Peste 24          | „N'oubliez jamais” (Joe Cocker)                                             | ✘                                               | ✔                                               | ✔                                               | ✔                                               |
| 10     | Ana Cernicova                             | 29       | Chișinău       | Peste 24          | „I Don't Wanna Be a Soldier Mama” (John Lennon) „Ave Maria”                 | ✔ (după a doua piesă)                           | ✘                                               | ✔ (după a doua piesă)                           | ✔ (după a doua piesă)                           |
| 11     | Eduard Crenganiș                          | 25       | Iași           | Peste 24          | „De-aș avea” (piesă proprie)                                                | ✘                                               | ✘                                               | —                                               | ✘                                               |
| 12     | Naomi Hedman                              | 27       | Londra         | Peste 24          | „Fallin'” (Alicia Keys) „If I Ain't Got You” (Alicia Keys) cu Florin Ristei | ✔ (după duet)                                   | ✔ (după duet)                                   | ✔ (după duet)                                   | ✔ (după duet)                                   |

### Episodul 4 (2 octombrie)
| Ordine | Concurent                   | Vârstă  | Origine     | Categorie | Cântec(e)                                                  | Verdict | Verdict | Verdict  | Verdict |
| Ordine | Concurent                   | Vârstă  | Origine     | Categorie | Cântec(e)                                                  | Ristei  | Delia   | Loredana | Ștefan  |
| ------ | --------------------------- | ------- | ----------- | --------- | ---------------------------------------------------------- | ------- | ------- | -------- | ------- |
| 1      | Alina Dincă                 | 30      | București   | Peste 24  | „Love On The Brain” (Rihanna)                              | ✔       | ✔       | ✔        | ✔       |
| 2      | Andi Horjea                 | 24      | București   | Peste 24  | „Breathe Easy” (Blue)                                      | ✔       | ✘       | ✔        | ✔       |
| 3      | Alexia Andreea Lupea        | 17      | Galați      | Fete      | „Kill This Love” (BLACKPINK)                               | —       | ✘       | —        | ✘       |
| 4      | Ana Maria German            | 29      | Târgu Mureș | Peste 24  | „Casa mea” (Angela Similea)                                | —       | —       | —        | —       |
| 5      | Bianca Mihai                | 19      | Buzău       | Fete      | „Something In The Way” (Jorja Smith)                       | ✔       | ✔       | ✔        | ✘       |
| 6      | Mihai Spînu                 | 24      | Slatina     | Peste 24  | „Copacul” (Aurelian Andreescu)                             | ✘       | ✔       | —        | ✘       |
| 7      | Robert Botezan              | 24      | Sibiu       | Băieți    | „Lucifer” (piesă proprie)                                  | ✔       | ✔       | ✔        | ✔       |
| 8      | Apollo & Artemis Evanghelos | 19 & 19 | Ploiești    | Grupuri   | „Rămâi” (Delia și The Motans) / „Thelo Konta Sou Na Meino” | ✘       | ✔       | ✔        | ✔       |
| 9      | Andrei Dafin                | 33      | Suceava     | Peste 24  | „Interzis de dulce” (piesă proprie)                        | ✘       | —       | ✘        | —       |
| 10     | Vasi Bistrae                | 31      | Constanța   | Peste 24  | „At Last” (Etta James)                                     | ✘       | ✔       | ✔        | ✔       |
| 11     | Vasi Tiberiu Botezătoru     | 26      | Constanța   | Peste 24  | „Andrei Radu”                                              | —       | ✘       | ✘        | ✘       |
| 12     | Dominique Simionescu        | 18      | Sibiu       | Fete      | „Inimă nu fi de piatră” / „I Will Survive” (Gloria Gaynor) | ✔       | ✔       | ✔        | ✘       |
| 13     | Ana Paula Rada Pantea       | 19      | Portugalia  | Fete      | „Granada”                                                  | ✔       | ✔       | ✔        | ✔       |

### Episodul 5 (9 octombrie)
| Ordine | Concurent            | Vârstă | Origine         | Categorie | Cântec(e)                                                                       | Verdict | Verdict | Verdict  | Verdict |
| Ordine | Concurent            | Vârstă | Origine         | Categorie | Cântec(e)                                                                       | Ristei  | Delia   | Loredana | Ștefan  |
| ------ | -------------------- | ------ | --------------- | --------- | ------------------------------------------------------------------------------- | ------- | ------- | -------- | ------- |
| 1      | Bogdan Mureșan       | 23     | Arad            | Băieți    | „Mortal” (piesă proprie)                                                        | ✔       | ✔       | ✘        | ✔       |
| 2      | Alisia Ienei         | 18     | Oradea          | Fete      | „It's a Man's Man's Man's World” (James Brown)                                  | ✘       | ✘       | ✔        | ✘       |
| 3      | Mario Rosini         | 56     | Gioia del Colle | Peste 24  | „L'infinità”                                                                    | ✘       | ✔       | ✔        | ✔       |
| 4      | Dragoș Marian Calotă | 31     | Timișoara       | Peste 24  | „Writing's on the Wall” (Sam Smith)                                             | ✘       | ✘       | ✘        | ✘       |
| 5      | Chriss Casper        | 32     | București       | Peste 24  | „Little Paris” (piesă proprie)                                                  | ✔       | ✘       | ✔        | ✔       |
| 6      | Sava Răgățeanu       | 60     | București       | Peste 24  | „Sărut, femeie, mâna ta”                                                        | ✘       | ✔       | ✔        | ✘       |
| 7      | Melania Cuc          | 19     | Ghioroc         | Fete      | „Never Enough” (Loren Allred)                                                   | ✔       | ✔       | ✔        | ✔       |
| 8      | Maria Andraș         | 18     | Sfântu Gheorghe | Fete      | „Talking to the Moon” (Bruno Mars)                                              | ✔       | ✔       | ✔        | ✘       |
| 9      | Florentina Stan      | 42     | București       | Peste 24  | „November Rain” (Guns N' Roses) „Zombie” (The Cranberries)                      | —       | —       | —        | —       |
| 10     | Arthur Horeanu       | 15     | Arad            | Băieți    | „I Don't Want to Be” (Gavin DeGraw)                                             | ✔       | ✔       | ✔        | ✔       |
| 11     | Sorin Ene            | 39     | Gratia          | Peste 24  | „Fir-ai tu să fii de murg”                                                      | —       | —       | —        | —       |
| 12     | Sonia Mosca          | 28     | Salerno         | Peste 24  | „And I Am Telling You I'm Not Going” (Jennifer Holliday) „Burn Baby Burn” (Ash) | ✔       | ✔       | ✔        | ✔       |

## Rezultatele pe artiști
| Legendă |
| --- |
| - Concurent în categoria lui Ștefan - Concurent în categoria Loredanei - Concurent în categoria Deliei - Concurent în categoria lui Florin |

| Artist | Artist          | TBA        |
| ------ | --------------- | ---------- |
|        | Theodor Andrei  | În concurs |
|        | Ioana Ardelean  | În concurs |
|        | Alina Dincă     | În concurs |
|        | Otilia Gogu     | În concurs |
|        | Naomi Hedman    | În concurs |
|        | Arthur Horeanu  | În concurs |
|        | Adrian Petrache | În concurs |
|        | Andrada Precup  | În concurs |
|        | Super 4         | În concurs |
|        | Oana Velea      | În concurs |
|        | Alfa Band       | WILDCARD   |

| Artist | Artist          | TBA        |
| ------ | --------------- | ---------- |
|        | Ioana Ardelean  | În concurs |
|        | Andrada Precup  | În concurs |
|        | Oana Velea      | În concurs |
|        |                 |            |
|        | Theodor Andrei  | În concurs |
|        | Arthur Horeanu  | În concurs |
|        | Adrian Petrache | În concurs |
|        |                 |            |
|        | Alina Dincă     | În concurs |
|        | Otilia Gogu     | În concurs |
|        | Naomi Hedman    | În concurs |
|        |                 |            |
|        | Super 4         | În concurs |
|        | Alfa Band       | WILDCARD   |

## eXtra Factor
Cel de-al nouălea sezon al talent show-ului este de un serial online din culisele emisiunii intitulat eXtra Factor. Emisiunea o are ca prezentatoare pe actrița Ilona Brezoianu, cunoscută pentru rolul secretarei Flori din serialul de comedie Mangalița și va putea fi urmărit săptămânal pe Antena Play. Primul episod a debutat pe 11 septembrie pe canalul de YouTube Kaufland România.
| # | Concurenți incluși                                         | Minutaj | Lansare                                                                                                   |
| - | ---------------------------------------------------------- | ------- | --- |
| 1 | Adrian Petrache Vlad Erdei & Vlad Moigrădeanu Giulian Ioan | 11:11   | 11 septembrie pe canalul de YouTube Kaufland România 13 septembrie pe canalul de YouTube X Factor România |
| 2 | Alex Mica Super 4                                          | 11:43   | 20 septembrie pe canalul de YouTube X Factor România                                                      |

## Audiențe
| Etapă     | Nr. | Data difuzării | Poziție în grilă (EEST) | Segment de public | Segment de public | Segment de public | Segment de public | Segment de public | Segment de public | Segment de public     | Segment de public     | Segment de public     | Surse  |
| Etapă     | Nr. | Data difuzării | Poziție în grilă (EEST) | Național          | Național          | Național          | Urban             | Urban             | Urban             | Comercial (18–49 ani) | Comercial (18–49 ani) | Comercial (18–49 ani) | Surse  |
| Etapă     | Nr. | Data difuzării | Poziție în grilă (EEST) | Loc               | Medie (mii)       | Rating (%)        | Loc               | Medie (mii)       | Rating (%)        | Loc                   | Medie (mii)           | Rating (%)            | Surse  |
| --------- | --- | -------------- | ----------------------- | ----------------- | ----------------- | ----------------- | ----------------- | ----------------- | ----------------- | --------------------- | --------------------- | --------------------- | ------ |
| Audițiile | 1   | 11 septembrie  | Vineri, 20:30           | 3                 | 911               | 5.2               | 3                 | 379               | 4.0               | 2                     | 152                   | 3.6                   | [ 14 ] |
| Audițiile | 2   | 18 septembrie  | Vineri, 20:30           | 2                 | 1.160             | 6.6               | 2                 | 571               | 6                 | 2                     | 193                   | 4.6                   | [ 15 ] |